# Юнчен
Юнчен (кит. спр. 永城市, піньїнь: Yŏngchéng Shì) — місто-повіт у центральнокитайській провінції Хенань, складова міста Шанцю.

## Географія
Юнчен — найсхідніше місто провінції — лежить на висоті близько 35 метрів над рівнем моря.

### Клімат
Місто знаходиться у зоні, котра характеризується вологим субтропічним кліматом. Найтепліший місяць — липень із середньою температурою 27,3 °C. Найхолодніший місяць — січень, із середньою температурою 0,3 °С.
| Клімат Юнчена           | Клімат Юнчена | Клімат Юнчена | Клімат Юнчена | Клімат Юнчена | Клімат Юнчена | Клімат Юнчена | Клімат Юнчена | Клімат Юнчена | Клімат Юнчена | Клімат Юнчена | Клімат Юнчена | Клімат Юнчена | Клімат Юнчена |
| Показник                | Січ.          | Лют.          | Бер.          | Квіт.         | Трав.         | Черв.         | Лип.          | Серп.         | Вер.          | Жовт.         | Лист.         | Груд.         | Рік           |
| Середній максимум, °C   | 5,8           | 8,9           | 14,1          | 21            | 26,7          | 31,6          | 31,8          | 30,7          | 27,3          | 22,2          | 14,7          | 8             | 20,2          |
| Середня температура, °C | 0,3           | 3,2           | 8,1           | 14,8          | 20,4          | 25,5          | 27,3          | 26,2          | 21,8          | 16,1          | 8,6           | 2,4           | 14,6          |
| Середній мінімум, °C    | −3,9          | −1,5          | 2,8           | 8,7           | 14,4          | 19,9          | 23,4          | 22,5          | 17,2          | 10,9          | 3,7           | −2            | 9,7           |
| Норма опадів, мм        | 17.5          | 20.5          | 37.3          | 35.8          | 76.5          | 96.3          | 216.2         | 138.3         | 67.9          | 46.1          | 28            | 14.3          | 794.7         |
| Вологість повітря, %    | 69            | 67            | 68            | 70            | 71            | 67            | 81            | 83            | 77            | 71            | 71            | 89            | 73.7          |
| ----------------------- | ------------- | ------------- | ------------- | ------------- | ------------- | ------------- | ------------- | ------------- | ------------- | ------------- | ------------- | ------------- | ------------- |
| Джерело: data.cma.cn    |               |               |               |               |               |               |               |               |               |               |               |               |               |